# Zelené koule
Zelené koule jsou angažovaná hudební skupina. Obsahově se zaměřují především na problematiku ochrany životního prostředí, ale nevyhýbají se ani genderovým či jiným sociálním tématům. Vyznění písní se záměrně pohybuje na hraně mezi závažností a nadsázkou. Písně nepodléhají jednotnému hudebnímu žánru. Zelené koule vznikly v roce 2005 ve složení Zdeněk Hromádka (kytara, zpěv), Josef Nohýnek (úderné nástroje, zpěv), Jana Kubrická (housle, zpěv). Později se k Zeleným koulím na čas přidala Tereza Pelantová (zpěv), která při výjimečných příležitostech v kapele hostuje. Na konci roku 2018 se ke kapele připojil Petr Michovský (baskytara, zpěv). 
V čistě uhlíkově neutrální sestavě, tedy s akustickými kytarami, perkusemi, melodikou (Hanka Hrochová) a bez mikrofonů, vystupuje kapela pod názvem Trvale udržitelné koule. 

## Obsazení
- Zdeněk Hromádka – kytara, zpěv
- Josef Nohýnek – bicí, zpěv
- Jana Kubrická – housle, zpěv
- Petr Michovský – baskytara, zpěv

## Diskografie
- Lover Nature, 2021
- Řetězem k stromu, 2013
- Eko-system underground, 2009
- La comadreja, 2008
- Zelené koule!, demo 2006

## Videoklip
- Hlava na hlavě, 2019,  -  Fantasmagorický bizarní příběh o tom, jak se žije zvířatům v klecích a o čem se takové slepici může zdát. Je to fikce, nebo realita? Historicky první hudební videoklip o realitě hospodářských velkochovů!

(Videoklip vznikl na podporu celoevropské kampaně proti klecovým chovům hospodářských zvířat (zde můžete podepsat petici) pod taktovkou organizace Nesehnutí. 
Cílem celoevropské občanské iniciativy je posbírat alespoň 1 milion podpisů občanů a občanek EU. Tento občanský tlak by měl vést k nastavení lepších podmínek, ve kterých žije valná většina hospodářských zvířat v celé EU.)